# Plagiocheilus solivaeformis
Plagiocheilus solivaeformis là một loài thực vật có hoa trong họ Cúc. Loài này được DC. miêu tả khoa học đầu tiên.